# Oonurme
Koordinaten: 59° 7′ N, 26° 56′ O
Oonurme ist ein Dorf (estnisch küla) in der Landgemeinde Alutaguse (bis 2017 Tudulinna). Es liegt im Kreis Ida-Viru (Ost-Wierland) im Nordosten Estlands.
Das Straßendorf mit seinen zahlreichen reetgedeckten Häusern hat 71 Einwohner (Stand 1. Januar 2011).

## Persönlichkeiten
Berühmtester Sohn des Ortes ist der estnische Schriftsteller und Naturschützer Juhan Lepasaar. Er wurde 1921 auf dem zu Oonurme gehörenden Bauernhof „Lepasaare talu“ geboren.